# 天山掠蛛
天山掠蛛（学名：Drassodes tianschanica）为平腹蛛科掠蛛属的动物。在中国大陆，分布于新疆等地，常栖息于草丛的石隙间。该物种的模式产地在新疆。